# Parc de Nachtegalen
El Parc de Nachtegalen (en neerlandès Nachtegalenpark) és un complex format per quatre parcs que es troben al sud d'Anvers. Tenen una superfície total de 90 hectàrees. Els parcs van ser construïts al voltant d'un château i van ser adquirits el 1910 pel municipi d'Anvers.
Durant els Jocs Olímpics de 1920 van acollir les proves de tir amb arc.